# Halowe Mistrzostwa Świata w Lekkoatletyce 2001 – bieg na 200 m kobiet
Bieg na 200 m kobiet – jedna z konkurencji rozgrywanych podczas halowych mistrzostw świata w lekkoatletyce w 2001. Eliminacje i półfinały odbyły się 9 marca, a finał został rozegrany 10 marca.
Do eliminacji zgłoszonych zostało 20 zawodniczek z 16 państw.
Zawody w tej konkurencji wygrała reprezentantka Jamajki Juliet Campbell. Drugą pozycję zajęła zawodniczka ze Stanów Zjednoczonych LaTasha Jenkins, trzecią zaś reprezentująca Białoruś Natalla Safronnikawa.

## Wyniki

### Eliminacje
Źródło: 
Bieg 1
| Miejsce | Zawodniczka           | Państwo      | Wynik | Uwagi |
| ------- | --------------------- | ------------ | ----- | ----- |
| 1.      | Susanthika Jayasinghe | Sri Lanka    | 22,99 | AR    |
| 2.      | Nora Iwanowa          | Turcja       | 23,46 |       |
| 3.      | Alena Petrova         | Turkmenistan | 24,68 |       |
| 4.      | Hazel Mthetfwa        | Eswatini     | 28,19 |       |

Bieg 2
| Miejsce | Zawodniczka          | Państwo  | Wynik | Uwagi |
| ------- | -------------------- | -------- | ----- | ----- |
| 1.      | Natalla Safronnikawa | Białoruś | 23,23 |       |
| 2.      | Birgit Rockmeier     | Niemcy   | 23,28 |       |
| 3.      | Shamila Abdul Majeed | Malediwy | 28,71 |       |
| –       | Myriam Léonie Mani   | Kamerun  | DNS   |       |

Bieg 3
| Miejsce | Zawodniczka            | Państwo | Wynik | Uwagi |
| ------- | ---------------------- | ------- | ----- | ----- |
| 1.      | Muriel Hurtis          | Francja | 23,29 |       |
| 2.      | Anastasija Kapaczinska | Rosja   | 23,53 |       |
| 3.      | Enikő Szabó            | Węgry   | 24,49 |       |

Bieg 4
| Miejsce | Zawodniczka          | Państwo  | Wynik | Uwagi |
| ------- | -------------------- | -------- | ----- | ----- |
| 1.      | Alenka Bikar         | Słowenia | 23,43 |       |
| 2.      | Karin Mayr           | Austria  | 23,52 |       |
| 3.      | Natalia Michajłowska | Rosja    | 23,79 |       |

Bieg 5
| Miejsce | Zawodniczka        | Państwo           | Wynik | Uwagi |
| ------- | ------------------ | ----------------- | ----- | ----- |
| 1.      | LaTasha Jenkins    | Stany Zjednoczone | 23,30 |       |
| 2.      | Fabé Dia           | Francja           | 23,45 |       |
| 3.      | Damayanthi Dharsha | Sri Lanka         | 23,78 |       |

Bieg 6
| Miejsce | Zawodniczka     | Państwo           | Wynik | Uwagi |
| ------- | --------------- | ----------------- | ----- | ----- |
| 1.      | Juliet Campbell | Jamajka           | 23,06 |       |
| 2.      | Liu Xiaomei     | Chiny             | 24,20 |       |
| –       | Kelli White     | Stany Zjednoczone | DSQ   |       |

### Półfinały
Źródło: 
Bieg 1
| Miejsce | Zawodniczka            | Państwo           | Wynik | Uwagi |
| ------- | ---------------------- | ----------------- | ----- | ----- |
| 1.      | Juliet Campbell        | Jamajka           | 22,72 | WL    |
| 2.      | LaTasha Jenkins        | Stany Zjednoczone | 23,03 |       |
| 3.      | Fabé Dia               | Francja           | 23,39 |       |
| 4.      | Anastasija Kapaczinska | Rosja             | 23,61 |       |

Bieg 2
| Miejsce | Zawodniczka           | Państwo   | Wynik | Uwagi |
| ------- | --------------------- | --------- | ----- | ----- |
| 1.      | Susanthika Jayasinghe | Sri Lanka | 23,04 |       |
| 2.      | Alenka Bikar          | Słowenia  | 23,27 | SB    |
| 3.      | Birgit Rockmeier      | Niemcy    | 23,35 |       |
| 4.      | Damayanthi Dharsha    | Sri Lanka | 24,00 |       |

Bieg 3
| Miejsce | Zawodniczka          | Państwo  | Wynik | Uwagi |
| ------- | -------------------- | -------- | ----- | ----- |
| 1.      | Natalla Safronnikawa | Białoruś | 23,02 | NR    |
| 2.      | Muriel Hurtis        | Francja  | 23,06 | SB    |
| 3.      | Karin Mayr           | Austria  | 23,52 |       |
| 4.      | Nora Iwanowa         | Turcja   | 23,62 |       |

### Finał
Źródło: 
| Miejsce | Zawodniczka           | Państwo           | Wynik | Uwagi |
| ------- | --------------------- | ----------------- | ----- | ----- |
| 01 !    | Juliet Campbell       | Jamajka           | 22,64 | WL    |
| 02 !    | LaTasha Jenkins       | Stany Zjednoczone | 22,96 | PB    |
| 03 !    | Natalla Safronnikawa  | Białoruś          | 23,17 |       |
| 4.      | Susanthika Jayasinghe | Sri Lanka         | 23,24 |       |
| 5.      | Muriel Hurtis         | Francja           | 23,63 |       |
| 6.      | Alenka Bikar          | Słowenia          | 23,74 |       |